# NBA 2K22
《NBA 2K22》是由Visual Concepts开发、2K Sports发行的一款以NBA聯賽为蓝本的篮球模擬遊戲。本作是NBA 2K系列的第23部作品，也是《NBA 2K21》的後續作品。游戏于2021年9月10日登陆Microsoft Windows、任天堂Switch、PlayStation 4、Xbox One、PlayStation 5和Xbox Series X/S。
《NBA 2K22 Arcade版》於2021年10月19日登陸Apple Arcade。

## 介绍
本作標準版的封面人物是達拉斯獨行俠的球星盧卡·唐西奇，日本版的封面人物是華盛頓巫師的球星八村壘，美國限定的WNBA 25周年紀念版的封面人物是WNBA球隊芝加哥天空的球星坎達絲·帕克，而NBA 75周年紀念版的封面人物則是卡里姆·阿布都-賈霸、德克·諾威斯基和布魯克林籃網的球星凱文·杜蘭特。